# Château-Thierry (tổng)
Tổng Château-Thierry là một tổng ở tỉnh Aisne trong vùng Hauts-de-France.

## Địa lý
Tổng này được tổ chức xung quanh Château-Thierry thuộc quận Château-Thierry. Độ cao thay đổi từ 57 m (Azy-sur-Marne) à 234 m (Fossoy) với độ cao trung bình 116 m.

## Hành chính
| Giai đoạn | Ủy viên | Đảng | Tư cách |
| --------- | ------- | ---- | ------- |

## Các đơn vị cấp dưới
Tổng Château-Thierry gồm 21 xã với dân số là 28 473 người (điều tra năm 1999, dân số không tính trùng)
| Xã                 | Dân số | Mã bưu chính | Mã insee |
| ------------------ | ------ | ------------ | -------- |
| Azy-sur-Marne      | 381    | 2400         | 02042    |
| Belleau            | 135    | 2400         | 02062    |
| Bézu-Saint-Germain | 477    | 2400         | 02085    |
| Blesmes            | 381    | 2400         | 02094    |
| Bonneil            | 374    | 2400         | 02098    |
| Bouresches         | 183    | 2400         | 02105    |
| Brasles            | 1 236  | 2400         | 02114    |
| Château-Thierry    | 14 967 | 2400         | 02168    |
| Chierry            | 1 034  | 2400         | 02187    |
| Épaux-Bézu         | 534    | 2400         | 02279    |
| Épieds             | 332    | 2400         | 02280    |
| Essômes-sur-Marne  | 2 486  | 2400         | 02290    |
| Étampes-sur-Marne  | 1 313  | 2400         | 02292    |
| Étrépilly          | 85     | 2400         | 02297    |
| Fossoy             | 620    | 2650         | 02328    |
| Gland              | 452    | 2400         | 02347    |
| Marigny-en-Orxois  | 416    | 2810         | 02465    |
| Mont-Saint-Père    | 538    | 2400         | 02524    |
| Nesles-la-Montagne | 1 073  | 2400         | 02540    |
| Nogentel           | 1 032  | 2400         | 02554    |
| Verdilly           | 424    | 2400         | 02781    |

## Biến động dân số
| 1962                                                     | 1968   | 1975   | 1982   | 1990   | 1999   |
| -------------------------------------------------------- | ------ | ------ | ------ | ------ | ------ |
| 18 735                                                   | 21 249 | 23 922 | 26 553 | 28 534 | 28 473 |
| Nombre retenu à partir de 1962 : dân số không tính trùng |        |        |        |        |        |